# Stegana nigrimana
Stegana nigrimana är en tvåvingeart som beskrevs av Malloch 1924. Stegana nigrimana ingår i släktet Stegana och familjen daggflugor.
Artens utbredningsområde är Panama. Inga underarter finns listade i Catalogue of Life.